# Ryotaro Ito
Ryōtarō Itō (Osaka, 6 februari 1998) is een Japans betaald voetballer die bij voorkeur als middenvelder speelt. Hij tekende in medio 2023 een contract bij STVV. Itō heeft een contract bij STVV tot medio 2026.

## Carrière
Itō maakte op 29 april 2016 zijn debuut voor Urawa Red Diamonds in een wedstrijd tegen Nagoya Grampus. In september 2017 werd hij uitgeleend aan Mito HollyHock, op dat moment actief in de J2 League. Deze uitleenbeurt duurde anderhalf seizoen.
In het 2017-seizoen speelde Itō slechts sporadisch. In het opvolgende seizoen vond hij echter een vaste plaats in de basis. Zo volgde na deze eerste uitleenbeurt een nieuwe uitleenbeurt in februari 2019. Ditmaal werd hij uitgeleend aan Oita Trinita, actief in de J1 League. Bij deze club had hij echter opnieuw moeite met het vergaren van speeltijd. Na deze uitleenbeurt bleef hij in het 2020-seizoen bij Urawa. 
Medio 2021 werd hij bij gebrek aan speeltijd opnieuw uitgeleend, opnieuw aan Mito HollyHock. Na deze uitleenbeurt werd hij door zijn moederclub verkocht aan tweedeklasser Albirex Niigata. Met deze club wist Ito in zijn eerste seizoen promotie af te dwingen. In deze promotiecampagne was hij een van de toonaangevende spelers. Ito werd gedeeld clubtopscorer en gaf 11 assists in de competitie. 
Ook in de J1 League bleef Itō van belangrijke waarde voor Albirex Niigata. Halverwege het 2023-seizoen in J1 League werd Ito gekocht door STVV. In Sint-Truiden wist Itō al snel een basisplaats te bemachtigen. Bij STVV groeide de Japanner uit tot volwaardig international.

## Interlandcarrière
Itō maakte op 1 januari 2024 zijn debuut voor de hoofdmacht van Japan. Hij speelde de eerste helft tijdens een interland tegen Thailand. In zijn jongere jaren speelde hij voordien al voor verschillende jeugdelftallen. 
2 Ogawa ·
4 Belaïd ·
5 Taniguchi ·
6 Yanamoto ·
7 Brahimi ·
8 Fujita ·
9 Ferrari ·
10 Lamkel Zé ·
11 Delpupo ·
12 Coppens ·
13 Ito ·
14 Dumont ·
15 Zahiroleslam ·
16 Kokubo ·
19 Patris ·
20 Van Helden ·
21 Lendfers ·
22 Janssens ·
23 Barnes ·
24 Mindombe ·
25 Teuchy ·
27 Ananou ·
31 Godeau  ·
33 Diriken ·
34 Lambotte ·
37 Alexis ·
60 Vanwesemael ·
91 Bertaccini ·
Coach: Vrancken